# Best of Eurovision
Best of Eurovision (Cei Mai Buni De La Eurovision) a fost un eveniment unic găzduit de Televiziunea Germană NRD la Hamburg pe data de 20 mai 2006. A avut ca scop determinarea celui mai bun câștigător/contestant al Eurovisionului.
Marea câștigătoare a fost Ruslana , câștigătoarea Eurovision 2004 , care este cea mai cunoscută câștigătoare a Eurovisionului din ultimii 10 ani.

## Rezultatele (top 10)
| Artist             | Cântec                   | Ediția | Locul | Voturi |
| ------------------ | ------------------------ | ------ | ----- | ------ |
| Ruslana            | Wild dances              | 2004   | 1     | 71209  |
| Sertab Erener      | Every Way That I Can     | 2003   | 2     | 63958  |
| Vicky Leandros     | Après Toi                | 1972   | 3     | 57514  |
| Elena Paparizou    | My Number One            | 2005   | 4     | 51960  |
| Max                | Can't Wait Until Tonight | 2004   | 5     | 24084  |
| ABBA               | Waterloo                 | 1974   | 6     | 21659  |
| Gracia             | Run & Hide               | 2005   | 7     | 19157  |
| Bucks Fizz         | Making Your Mind Up      | 1981   | 8     | 15011  |
| Lena Valaitis      | Johnny Blue              | 1981   | 9     | 13506  |
| Münchener Freiheit | Viel Zu Weit             | 1993   | 10    | 10225  |